# La entrada de Cristo a Bruselas
Entrada de Cristo a Bruselas o Entrada de Cristo a Bruselas en 1889 (en francés L'Entrée du Christ à Bruxelles) es una pintura de 1888 de James Ensor. Se considera que su trabajo más famoso y un precursor del expresionismo.

## Historia
La obra fue rechazada por Los XX, y no se exhibió sino hasta 1929. En vida del autor, solo se mostró en su estudio.
Se exhibió en el Museo Real de Bellas Artes de Amberes de 1947 a 1983, en el Kunsthaus de Zúrich desde 1983 hasta 1987. Se mostró en una retrospectiva en 1976 en el Instituto de Arte de Chicago y en el Museo Solomon R. Guggenheim.
La obra está en exposición permanente en el Museo Getty de Los Ángeles.